# اچ‌ام‌اس تلنت (اس۹۲)
اچ‌ام‌اس تلنت (اس۹۲) (به انگلیسی: HMS Talent (S92)) یک زیردریایی بود که طول آن ۸۵٫۴ متر (۲۸۰ فوت) بود. این زیردریایی در سال ۱۹۸۸ ساخته شد.